# Frederik Høegh-Guldberg
Frederik Høegh-Guldberg (født 19. eller 26. marts 1771 i København, død 20. eller 21. september 1852 sammesteds) var en dansk forfatter.
Frederik Høegh-Guldberg var søn af gehejmeråd Ove Høegh-Guldberg, blev født i København, dimitteredes privat 1790 og tog artium med udmærkelse, blev 1797 Lektor i dansk sprog ved Almuelærerseminariet på Blaagaard, hvorfra han afgik 1805, da han, efter at han 1803 var blevet lærer hos Arveprinsesse Caroline og 1804 havde fået titel af professor, under Englandskrigene rejste med hoffet til Kiel og opholdt sig der, til han 1810 fratrådte sin lærerplads og fik rang i 4. kl. nr. 3.
1813 blev han lærer i dansk ved Artillerikadetinstituttet i København og virkede i over 20 år her og ved den senere oprettede militære højskole. 1797 indgik han ægteskab med Marie Cathrine Bilsted (født 1773 død 1849), datter af grosserer, kancelliråd Jacob Bilsted og Christine Schiernbeck. Han døde i Kjøbenhavn.
Guldberg har udfoldet en meget betydelig, men nu næsten fuldstændig glemt forfattervirksomhed, dels som medarbejder af en mængde blade og tidsskrifter, ofte sammen med vennen Jens Kragh Høst, dels i selvstændig udkomne skrifter. Af pædagogiske arbejder har han skrevet Grundtræk til en Skildring af det danske Undervisningsvæsens Begyndelse, Fremgang og Tilvæxt som tillæg til hans oversættelse af August Hermann Niemeyers Grundsætninger for Opdragelse og Undervisning (1800-1), han bearbejdede en bekendt lærebog af Christian Gotthilf Salzmann og udgav den som Peder Jensens ABC og Læsebog (1798, 4. oplag 1855), skrev talrige pædagogiske afhandlinger samt opdragende bøger for almuen.
I sammenhæng med denne virksomhed står hans skrifter om dansk sprog, blandt hvilke det mest bekendte er Dannersprogets Retskrivning og Toneklang, der udkom 1813 som 3., aldeles omarbejdede oplag af et allerede 1809 i Kiel udgivet skrift; dets svulmende patos i stilen og dets højstemte patriotiske retorik blev emne for Johan Ludvig Heibergs satire i hans Julespøg og Nytaarsløjer.
Ikke liden fortjeneste af sin tid indlagde Guldberg sig som oversætter af romerske klassikere. 1801 udgav han et hæfte Udvalgte og efter vore Sæder omarbejdede Stykker af Martial, 1803 udkom i 2 bind hans oversættelse af Tibullus' Elegier, 1805 ligeledes i 2 bind Terents' skuespil med anmærkninger og 1812-13 Plautus i 4 bind.
Af nyere digtning har han frit gengivet Esaias Tegnér Nattvardsbarnen under den sødlige titel Nadverens Børn af Tegnér og Fr. Høegh-Guldberg.
Lignende navne i tidens sentimentale smag har nogle af hans egne poesier, f.eks. Kjærminderne eller de lykkelige Dage, en Vaargave mellem elskende, Roser og Torne, Gjenlyd af et elskende Hjærte under sammenhængende Livsoptrin o. l. Hans digte er samlede i 2 omfangsrige udgaver (1803 og 1815) og omfatter alle datidens yndede kunstformer: Oratoriet (Skabelsen), elegien (Assistenskirkegaarden, Gudlbergs mest beundrede digt), idyllen (Gamle Hans, Fiskernes Nytaarsmorgen, Aarhundredets første Nytaarsmorgen, Landeværnet), drikkevisen (Ud til Kampen os Flaskerne byde), satiren (Birken, Bøgen, De kjøbenhavnske Junkere).
4 skuespil fik han opført på det Kongelige Teater, nemlig 1793 Lise og Peter, syngestykke i 2 akter med musik af Søren Wedel, 1795 Aftenen, syngestykke i 1 akt med musik af Claus Nielsen Schall, 1814 Vennen paa Rejsen, lystspil i 1 akt, og 1818 Aften er ikke Morgen lig, lystspil i 4 akter; intet af dem fik nogen varig plads i repertoiret.
I H.C. Andersens første københavnske tid tog Guldberg sig venlig og virksomt af den forladte yngling, læste dansk med ham, støttede ham med pengehjælp og formåede Ferdinand Ludvig Vilhelm Lindgreen til at tage sig af hans uddannelse til skuespiller. "Skriv bare ingen Vers!" var hans forstandige råad til Andersen i dennes skoletid.
1815 var han blevet Ridder af Dannebrog. Han er begravet på Holmens Kirkegård.
Han er portrætteret af F.C. Gröger (Frederiksborgmuseet) og portrætteret på A.M. Petersens litografi Danske Digtere (1848) efter tegning af Simonsen.